# Stephen Flaherty
Stephen Flaherty (Pittsburgh, 18 settembre 1960) è un compositore statunitense.

## Biografia
Autore di svariati musical di successo come Ragtime, ha ricevuto 8 candidature ai Tony Award. È stato anche candidato a due premi Oscar e due Golden Globes, con il paroliere Lynn Ahrens, per il film d'animazione musicale Anastasia.
Nel 2014 compone le musiche del musical Rocky.

## Colonne sonore
- Anastasia, regia di Don Bluth e Gary Goldman (1997)
- Bartok il magnifico (Bartok the Magnificent), regia di Don Bluth e Gary Goldman (1999)
- After the Storm, regia di Hilla Medalia (2009)
- Lucky Stiff, regia di Christopher Ashley (2014)

## Teatro

### Musical
- Lucky Stiff, regia di Thommie Walsh, Playwrights Horizons (Off-Broadway) (1988)
- Once on This Island, regia di Graciela Daniele, Playwrights Horizons (1990); Booth Theatre di Broadway (1990)
- My Favorite Year, regia di Ron Lagomarsino, Vivian Beaumont Theater di Broadway (1993)
- Ragtime, regia di Frank Galati, Ford Centre for the Performing Arts di Toronto (1996)
- Seussical, regia di Rob Marshall, Richard Rodgers Theatre di Broadway (2000)
- A Man of No Importance, regia di Joe Mantello, Mitzi E. Newhouse Theater (2002)
- A Long Gay Book, regia di Frank Galati, Ethel M. Barber Theatre di Evanston (Illinois) (2003)
- Dessa Rose, regia di Graciela Daniele, Mitzi E. Newhouse Theater (2005)
- Loving Repeating: A Musical of Gertrude Stein, regia di Frank Galati, Edlis Neeson Theater di Chicago (2006)
- Chita Rivera: The Dancer's Life, regia di Graciela Daniele, Old Globe Theatre di San Diego (2005)
- The Glorious Ones, regia di Graciela Daniele, O'Reilly Theater di Pittsburgh (2007)
- Rocky, regia di Alex Timbers, Operettenhaus di Amburgo (2012)
- Little Dancer, regia di Susan Stroman, Kennedy Center di Washington (2014)
- Anastasia, regia di Darko Tresnjak, Hartford Stage di Hartford, Connecticut (2016)
- Knoxville, regia di Frank Galati, Asolo Repertory Theatre, Sarasota, Florida (2022)

### Prosa
- Proposals, di Neil Simon, regia di Joe Mantello, Ahmanson Theatre di Los Angeles (1997)

## Riconoscimenti
- Tony Award
  - 1998 – Migliore colonna sonora originale con Lynn Ahrens (testi) per Ragtime
- Drama Desk Award
  - 1998 – Migliori musiche per Ragtime
- Premio Laurence Olivier
  - 1995 – Premio American Express per il miglior musical a Once on This Island
- Outer Critics Circle Award
  - 2003 – Miglior musical Off-Broadway a A Man of No Importance
- Joseph Jefferson Award
  - 2005 – Miglior musical a Loving Repeating: A Musical of Gertrude Stein
- American Theater Hall of Fame
  - 2015 – Theater Hall of Fame alla carriera